# Michalis Bakakis
Michalis Bakakis (Grieks: Μιχάλης Μπακάκης) (Agrinion, 18 maart 1991) is een Grieks voetballer die speelt als verdediger voor de Griekse club AEK Athene.

## Carrière
Bakakis speelde in de jeugd van Panetolikos en maakte in 2008 zijn profdebuut voor die ploeg. Hij vertrekt er in 2011 en gaat voetballen bij AO Chania maar keert na een seizoen al terug naar Panetolikos. In 2014 tekende hij een contract bij AEK Athene. Hij won met hen de beker in 2016 en werd landskampioen in 2018.
Hij speelde 15 interlands voor Griekenland waarin hij niet kon scoren.

## Erelijst
- AEK Athene
  - Landskampioen: 2018
  - Griekse voetbalbeker: 2016